# Джонсон (Арканзас)
Джонсон (англ. Johnson) — місто (англ. city) в США, в окрузі Вашингтон штату Арканзас. Населення — 3609 осіб (2020).
У Джонсоні народився Амаріло Слім — професійний гравець в покер, який мешкає в Амарилло.

## Географія
Джонсон розташований на висоті 365 метрів над рівнем моря за координатами 36°7′31″ пн. ш. 94°10′26″ зх. д. / 36.12528° пн. ш. 94.17389° зх. д. (36.125355, -94.173915).  За даними Бюро перепису населення США в 2010 році місто мало площу 9,82 км², з яких 9,73 км² — суходіл та 0,09 км² — водойми.

## Демографія
Згідно з переписом 2010 року, у місті мешкали 3354 особи в 1394 домогосподарствах у складі 843 родин. Густота населення становила 341 особа/км².  Було 1507 помешкань (153/км²). 
Расовий склад населення:
| - 84,0 % — білих - 4,5 % — азіатів - 2,8 % — чорних або афроамериканців - 1,0 % — корінних американців - 0,3 % — вихідців з тихоокеанських островів - 4,5 % — осіб інших рас |

До двох чи більше рас належало 2,8 %. Іспаномовні складали 10,3 % від усіх жителів.
За віковим діапазоном населення розподілялося таким чином: 24,1 % — особи молодші 18 років, 68,6 % — особи у віці 18—64 років, 7,3 % — особи у віці 65 років та старші. Медіана віку мешканця становила 29,8 року. На 100 осіб жіночої статі у місті припадало 92,5 чоловіків;  на 100 жінок у віці від 18 років та старших — 91,4 чоловіків також старших 18 років.
Середній дохід на одне домашнє господарство  становив 96 483 долари США (медіана — 47 135), а середній дохід на одну сім'ю — 131 916 доларів (медіана — 71 830). Медіана доходів становила 50 956 доларів для чоловіків та 36 442 долари для жінок. За межею бідності перебувало 14,8 % осіб, у тому числі 24,3 % дітей у віці до 18 років та 4,9 % осіб у віці 65 років та старших.
Цивільне працевлаштоване населення становило 1677 осіб. Основні галузі зайнятості: освіта, охорона здоров'я та соціальна допомога — 28,9 %, фінанси, страхування та нерухомість — 14,4 %, роздрібна торгівля — 10,3 %, виробництво — 9,5 %.
За даними перепису населення 2000 року в Джонсоні мешкало 2319 осіб, 638 сімей, налічувалося 928 домашніх господарств і 990 житлових будинків. Середня густота населення становила близько 290 осіб на один квадратний кілометр. Расовий склад Джонсона за даними перепису розподілився таким чином: 91,55% білих, 1,42% — чорних або афроамериканців, 0,69% — корінних американців, 2,11% — азіатів, 0,09% — вихідців з тихоокеанських островів, 2,46% — представників змішаних рас, 1,68% — інших народів. Іспаномовні склали 3,19% від усіх жителів міста.
З 928 домашніх господарств в 37,6% — виховували дітей віком до 18 років, 55,5% представляли собою подружні пари, які спільно проживали, в 10,1% сімей жінки проживали без чоловіків, 31,3% не мали сімей. 22,7% від загального числа сімей на момент перепису жили самостійно, при цьому 4,1% склали самотні літні люди у віці 65 років та старше. Середній розмір домашнього господарства склав 2,49 осіб, а середній розмір родини — 2,98 осіб.
Населення міста за віковим діапазоном за даними перепису 2000 року розподілилося таким чином: 27,8% — жителі молодше 18 років, 10,3% — між 18 і 24 роками, 42,8% — від 25 до 44 років, 13,6% — від 45 до 64 років і 5,5% — у віці 65 років та старше. Середній вік мешканця склав 29 років. На кожні 100 жінок в Джонсоні припадало 91,3 чоловіків, у віці від 18 років та старше — 87,6 чоловіків також старше 18 років.
Середній дохід на одне домашнє господарство в місті склав 44 556 доларів США, а середній дохід на одну сім'ю — 51 618 доларів. При цьому чоловіки мали середній дохід в 35 189 доларів США на рік проти 25 625 доларів середньорічного доходу у жінок. Дохід на душу населення в місті склав 21 502 долара на рік. 5,4% від усього числа сімей в місті і 7,6% від усієї чисельності населення перебувало на момент перепису населення за межею бідності, при цьому 10,2% з них були молодші 18 років і 9,6% — у віці 65 років та старше.